# Свети Лука (Врежот)
„Свети Лука“ (на гръцки: Αγίου Λουκάς) е възрожденска православна църква в ениджевардарското село Врежот (Агиос Лукас), Гърция, част от Воденската, Пелска и Мъгленска епархия на Вселенската патриаршия.
Храмът е разположен в северната част на селото и е оцелял манастирски католикон. Според местната традиция е построен в 1790 година. В архитектурно отношение представлява трикорабна базилика с открит трем на юг и запад. По-късно южно до нея е построена нова църква.
В 1926 година името на селото е сменено на Агиос Лукас, в превод Свети Лука.